# Moraira

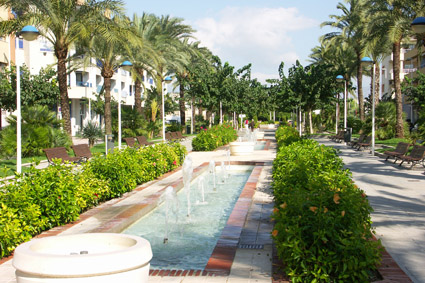
Vista urbana de Moraira

Moraira és un nucli de població del terme municipal de Teulada, situat a la costa de la mar Mediterrània, a 6 km del nucli de la mateixa Teulada.
Important centre turístic internacional. La seua parròquia, dedicada a la Mare de Déu dels Desemparats, va ser creada l'any 1974, sent erigida al mateix edifici que a finals del segle xix era l'ermita amb aquesta advocació mariana. Va ser construït amb material procedent del castell de Moraira, situat a uns centenars de metres del nucli urbà.
Compta amb Confraria de Pescadors, un centre Públic d'Ensenyament d'Infantil i Primària, Club Nàutic, i un modern edifici de diversos serveis públics (Espai La Senieta), per a biblioteca pública, sala d'exposicions, saló d'actes, aules d'ensenyament i d'oci, etc.
L'any 1969 l'escriptor nord-americà Chester Himes es va instal·lar prop de Moraira, al mateix terme de Teulada, on va viure fins a la seua mort l'any 1984.

## Orígens i evolució

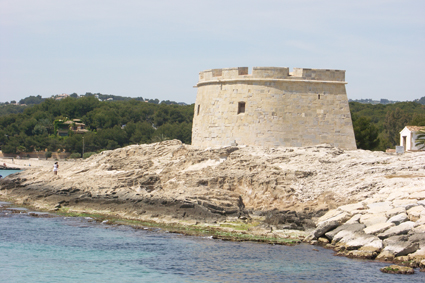
Castell de Moraira

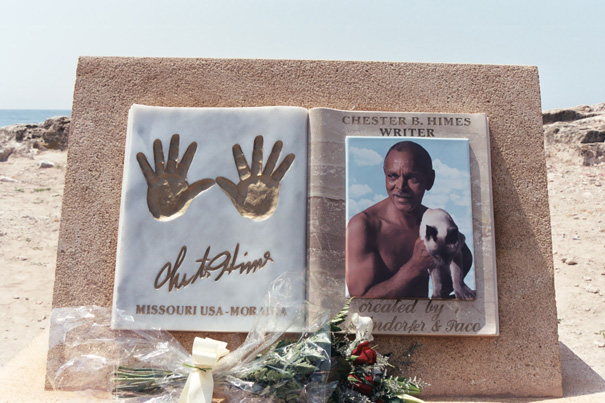
Monument a Chester Himes

Tot i que el topònim Moraira és molt antic, l'actual nucli de població homònim es va originar molts segles després de ser conegut aquest nom com el d'uns accidents geogràfics (cap marí, port natural, "rada" o badia) o el d'una partida rural.
A finals del segle xviii ja començava a haver uns edificis a prop de la mar, segons es desprèn de l'Informe Fabián y Fuero (1791), possiblement relacionats amb l'exportació de la pansa, tot i que estaven situats prop del Pla de la Mar ("los Almacenes del Pla de la mar"). No obstant això, com diu A. J. Cavanilles per aquesta mateixa època (1797) no hi havia cap població per tota aquest zona: "No hay en las cercanías población alguna hasta Teulada, que dista [de la mar] casi una legua hacia el norueste."
Fins a la tercera dècada del segle xix no podia prosperar la població a llocs costaners que no estigueren fortament protegits, ja que la pirateria marítima encara era freqüent. Sols amb la conquesta d'Alger pels francesos l'any 1830 va acabar amb aquest focus de corsaris i a poc a poc l'activitat a les nostres costes va anar sent possible i, per tant, s'hi podia viure amb més tranquil·litat.
Va ser cap a mitjans del segle xix quan comencen a aparèixer una tenda i una taverna vora unes cases que segurament estarien al carrer de Dalt o dels Magatzems, antic nucli a partir del qual va anar formant-se el poble. Després o al mateix temps que es formava aquest carrer, s'originava el carrer de Baix o de la Mar, sent per tant aquestes dos vies les primeres a crear-se en l'antic nucli. Aquesta configuració urbana continuaria durant tota la segona meitat del segle xix.

## Dades de població

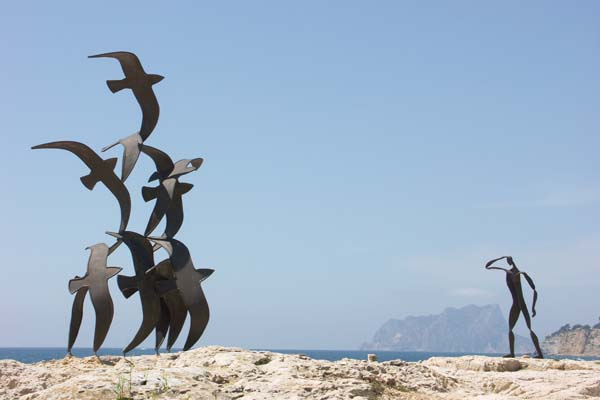
Escultures d'Antoni Marí

Les primeres xifres del nombre de cases del nucli de Moraira són de 1860. Segons el Nomenclátor de la Provincia de Alicante d'aquest any el "caserio de Morayra, que està a 6’1 km de Teulada" compta amb 38 cases, de les quals n'hi ha 12 d'una planta, 25 de dos plantes i 1 sense especificar. De totes elles 27 estan habitades permanentment, 1 temporalment i 10 no s'habiten.
Segons el Registro Fiscal de Edificios y Solares de 1922 el nombre de cases de Moraira, per carrers, era el següent: Carrer Nou [actual Dr. Calatayud])(10 cases), carrer Magatzems (23 cases), carrer la Platja (4 cases), carrer la Mar (4 cases), carrer Carreró (5 cases); total, 46 cases.
Al Nomenclátor de la Provincia de Alicante de 1940 la "Rada de Moraira" (considerada també com a "caserio") comptava amb 55 cases destinades a habitatge i 9 per a altres usos. Del total de les cases n'hi havia 10 d'una planta, 52 de 2 plantes i 2 de 3 plantes. El nombre d'habitants de dret per a aquest any era de 215 i el de fet de 212.
Posteriorment, cap als anys seixanta comença l'arribada del turisme i amb ell l'ampliació del nucli urbà, primer amb la construcció de noves cases al carrer que ja a partir dels anys 50 es denominava "Dr. Calatayud", i després amb l'obertura de nous carrers vora el camí del Portet (carrers Dénia i Joan XXIII). Ja a la dècada dels 70 s'obri l'avinguda de Madrid i posteriorment la resta de carrers a una banda i altra d'aquesta avinguda. Darrerament aquesta important via s'ha ampliat cap a l'oest en obrir-se un nou accés a la població que comença vora l'antiga casa de "la Por" i arriba fins a la carretera de Moraira a Calp.